# Chevigney-lès-Vercel
Chevigney-lès-Vercel ist eine französische Gemeinde mit 140 Einwohnern (Stand: 1. Januar 2022) im Département Doubs in der Region Bourgogne-Franche-Comté.

## Geographie
Chevigney-lès-Vercel liegt auf 658 m über dem Meeresspiegel, drei Kilometer nordöstlich von Valdahon und etwa 27 Kilometer ostsüdöstlich der Stadt Besançon (Luftlinie). Das Dorf erstreckt sich im Jura, am Westhang einer Anhöhe auf dem Plateau von Valdahon, dem sogenannten ersten Plateau des Juras, westlich des Höhenrückens des Mont de Goux.
Die Fläche des 5,38 km² großen Gemeindegebiets umfasst einen Abschnitt des französischen Juras. Der Hauptteil des Gebietes wird vom nur schwach reliefierten Hochplateau von Valdahon eingenommen, das durchschnittlich auf 640 m liegt. Es ist teils von Acker- und Wiesland, teils auch von Wald bestanden. Das Plateau besitzt keine oberirdischen Fließgewässer, weil das Niederschlagswasser im verkarsteten Untergrund versickert. Südlich des Dorfes beginnt ein Trockental, das sich als muldenartige Vertiefung nach Nordwesten durch das Plateau hinzieht. Der nördliche Gemeindeteil (ungefähr 2 km²) gehört zum Truppenübungsplatz Valdahon, der insgesamt eine Fläche von 35 km² einnimmt. Nach Südosten steigt das Gelände allmählich an. Das Gemeindeareal erstreckt sich in das Waldgebiet des Grand Bois et Viard, in dem mit 700 m die höchste Erhebung von Chevigney-lès-Vercel erreicht wird.
Nachbargemeinden von Chevigney-lès-Vercel sind Vercel-Villedieu-le-Camp im Norden, Adam-lès-Vercel im Osten, Épenoy im Süden sowie Valdahon im Westen.

## Geschichte
Die 1141 erwähnte Dorfkirche unterstand dem Kloster Montbenoît. Im Mittelalter gehörte Chevigney zur Herrschaft Vercel und bildete ein Lehen, das von der ortsansässigen Familie Belot-Villette verwaltet wurde. Zusammen mit der Franche-Comté gelangte das Dorf mit dem Frieden von Nimwegen 1678 an Frankreich. Zur besseren Unterscheidbarkeit von anderen Gemeinden mit demselben Namen wurde Chevigney 1991 offiziell in Chevigney-lès-Vercel umbenannt. Seit 1998 ist Chevigney-lès-Vercel Mitglied des 44 Ortschaften umfassenden Gemeindeverbandes Communauté de communes du Pays de Pierrefontaine-Vercel.
Am 1. Januar 2009 erfolgte eine Änderung der Arrondissementszugehörigkeit der Gemeinde. Bislang zum Arrondissement Besançon gehörend, kamen alle Gemeinden des Kantons zum Arrondissement Pontarlier.

## Sehenswürdigkeiten

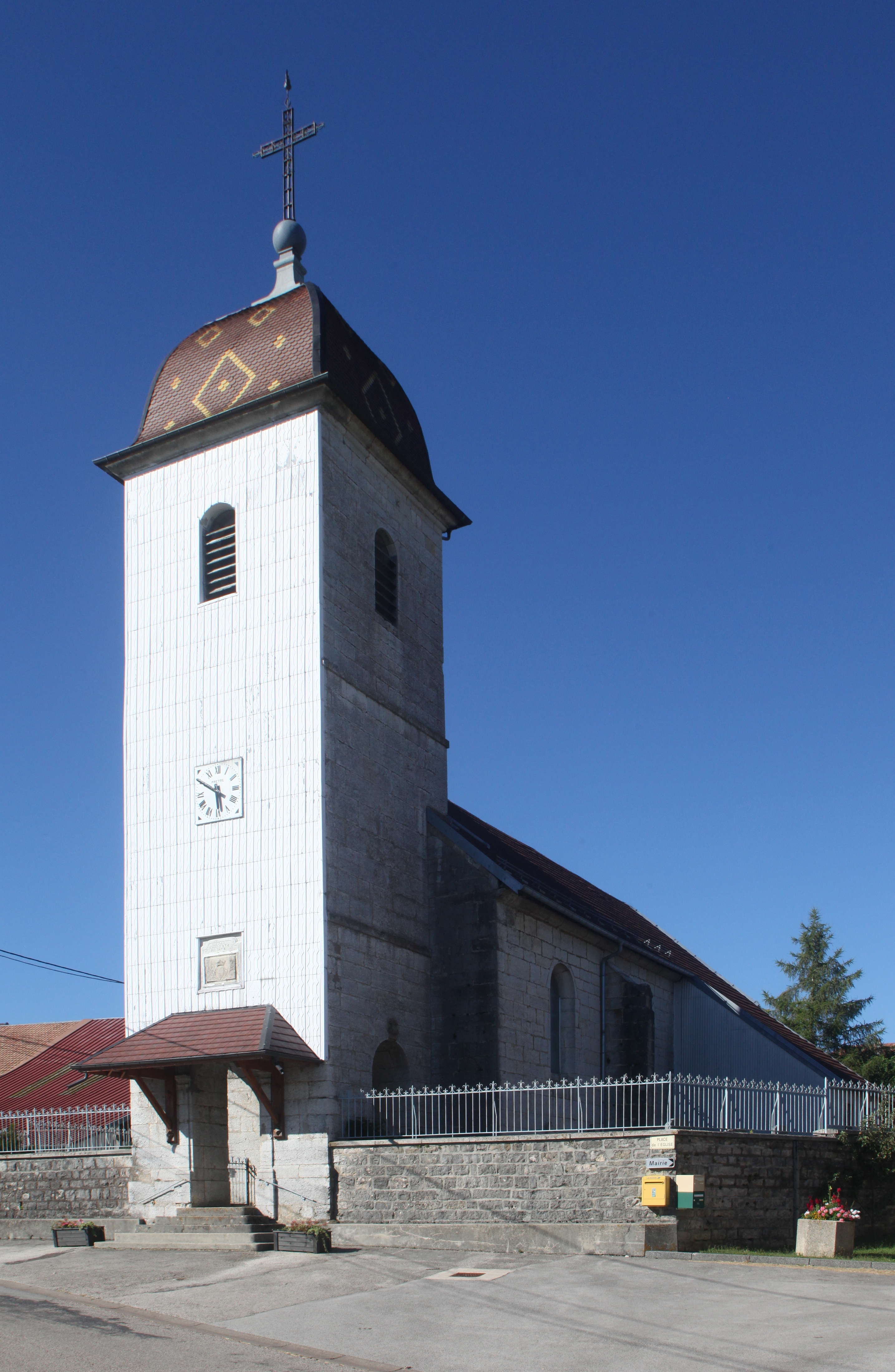
Kirche St. Peter und Paul

Die einschiffige Dorfkirche St. Peter und Paul in Chevigney wurde von 1741 bis 1749 erbaut.

## Bevölkerung
| Jahr                       | 1962 | 1968 | 1975 | 1982 | 1990 | 1999 | 2006 | 2016 |
| Einwohner                  | 62   | 52   | 56   | 82   | 88   | 109  | 128  | 127  |
| Quellen: Cassini und INSEE |      |      |      |      |      |      |      |      |

Mit 140 Einwohnern (1. Januar 2022) gehört Chevigney-lès-Vercel zu den kleinsten Gemeinden des Départements Doubs. Nachdem die Einwohnerzahl in der ersten Hälfte des 20. Jahrhunderts markant abgenommen hatte (1891 wurden noch 143 Personen gezählt), wurde seit Mitte der 1970er Jahre wieder ein deutliches Bevölkerungswachstum verzeichnet.

## Wirtschaft und Infrastruktur
Chevigney-lès-Vercel war bis weit ins 20. Jahrhundert hinein ein vorwiegend durch die Landwirtschaft (Ackerbau, Obstbau und Viehzucht) geprägtes Dorf. Daneben gibt es heute einige Betriebe des lokalen Kleingewerbes. Mittlerweile hat sich das Dorf auch zu einer Wohngemeinde gewandelt. Viele Erwerbstätige sind Wegpendler, die in den größeren Ortschaften der Umgebung ihrer Arbeit nachgehen.
Die Ortschaft liegt abseits der größeren Durchgangsstraßen an einer Departementsstraße, die von Valdahon nach Baume-les-Dames führt.